# Conus maculiferus
Conus maculiferus é uma espécie de gastrópode do gênero Conus, pertencente a família Conidae.